# Amegilla asserta
Amegilla asserta är en biart som först beskrevs av Cockerell 1926.  Amegilla asserta ingår i släktet Amegilla och familjen långtungebin. Inga underarter finns listade i Catalogue of Life.

## Bildgalleri

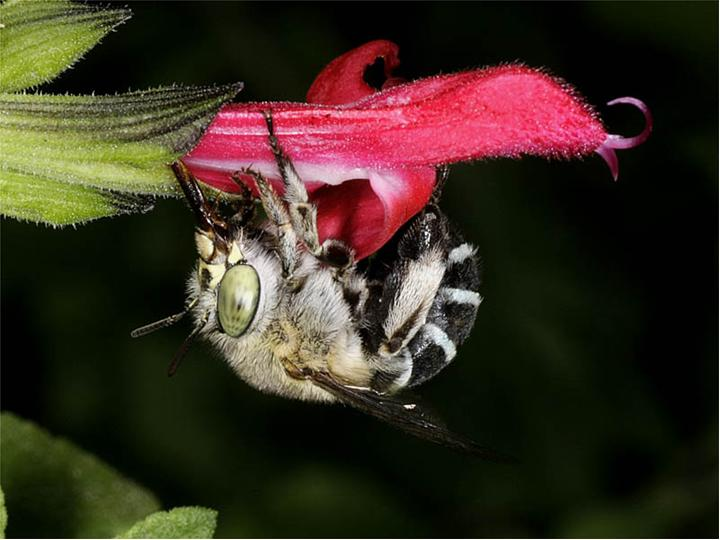
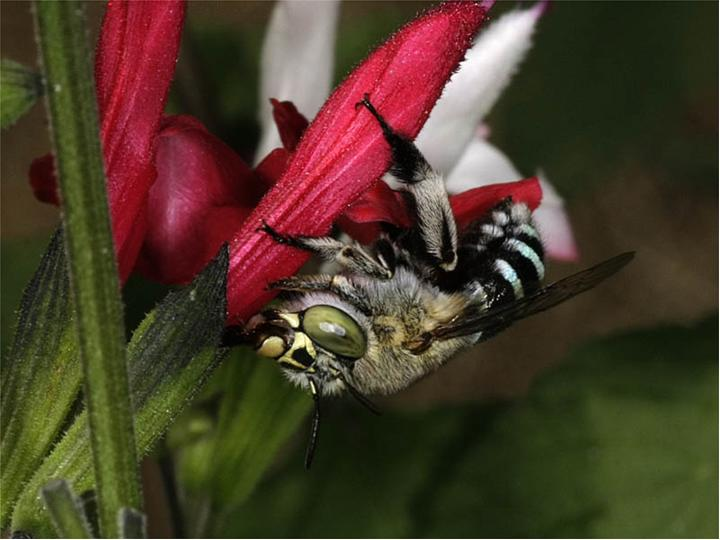
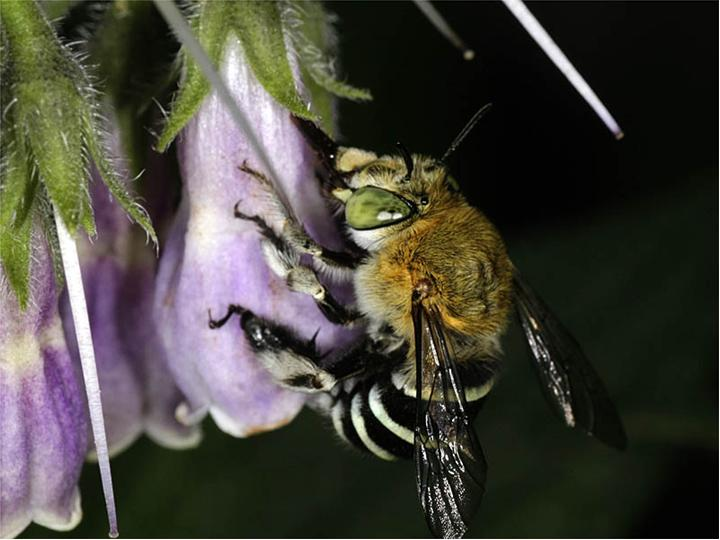
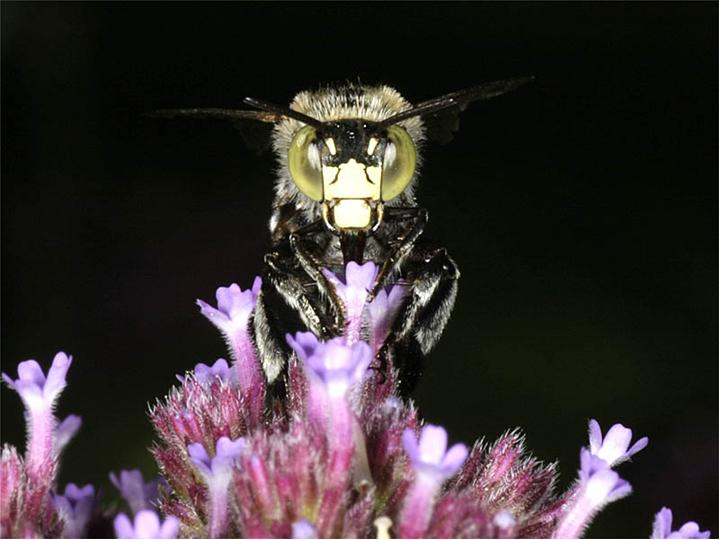